# Myosotis speluncicola
Myosotis speluncicola är en strävbladig växtart som först beskrevs av Pierre Edmond Boissier, och fick sitt nu gällande namn av Georges Rouy. Myosotis speluncicola ingår i släktet förgätmigejer, och familjen strävbladiga växter. Inga underarter finns listade i Catalogue of Life.